# Sofie Petersenová
Sofie Bodil Louise Lisbeth Petersenová (nepřechýleně Sofie Petersen; * 23. listopadu 1955, Maniitsoq) je grónská luteránská duchovní a teoložka. V letech 1995 až 2020 byla biskupkou grónské diecéze, která je autonomní diecézí Dánské národní církve.

## Životopis

### Raná léta
Sofie Petersenová se narodila 23. listopadu 1955 jako sedmé z osmi dětí jako dcera pastora Jørgena Malakiase Pavia Samuela Petersena (1918–1991) a jeho manželky Margrethe Beate Katje Thala Berglundové (1919–1997).

### Církevní činnost
První roky života strávila v Nanortaliku a poté navštěvovala střední školu v Nuuku. Poté odešla do Dánska, kde v roce 1975 dokončila školu v Birkerødu. Inspirována duchovní činností svého otce se od svých jedenácti let chtěla stát pastorkou, a tak začala studovat na Grónském semináři v Nuuku. Po roce a půl studia v semináři jí rektor doporučil studium teologie na Kodaňské univerzitě. Tam se v roce 1986 stala první grónskou teoložkou. V roce 1987 byla vysvěcena v Sisimiutu. Od té doby působila jako farářka ve svém rodném městě až do roku 1990, kdy se přestěhovala do Ilulissatu. Od roku 1989 se podílela na překladu Nového zákona do grónštiny.

### Biskupka
Dne 28. května 1995 byla v Nuuku vysvěcena na biskupku a zaujmula tak místo po Kristianu Mørchovi. Stala se tak první grónskou biskupkou a druhou biskupkou v Dánském království po Lise-Lotte Rebelové, která byla vysvěcena jen o měsíc dříve. V roce 2006 byla zvolena do výkonného výboru Světové rady církví jako zástupkyně za oblast klimatu. V březnu 2020 oznámila, že po 25 letech ve funkci odstoupí. V říjnu 2020 byla na její místo zvolena Paneeraq Siegstad Munková, která se funkce ujala 1. prosince 2020.

## Ocenění
V roce 1996 byla jmenována rytířkou Řádu Dannebrog, v roce 2001 se stala rytířkou 1. stupně, v roce 2002 obdržela stříbrnou medaili Nersornaat, v roce 2014 se stala komandérkou Řádu Dannebrog, 27. září 2019 obdržela čestný doktorát Grónské univerzity, v roce 2021 obdržela zlatou medaili Nersornaat.